# Rząd Żana Widenowa
Rząd Żana Widenowa – gabinet Bułgarii pod kierownictwem Żana Widenowa, powołany 25 stycznia 1995 i zaprzysiężony 26 stycznia 1995 przez prezydenta Żelu Żelewa, pierwszy postkomunistyczny rząd Bułgarii po Okrągłym Stole. Odwołany 12 lutego 1997 roku w wyniku złożenia dymisji rządu przez premiera.

## Wybory z grudnia 1994 roku
Wynik wyborów parlamentarnych z 18 grudnia 1994 roku był klęską dla Związku Sił Demokratycznych oraz – szerzej – dla całego obozu dawnej opozycji antykomunistycznej. ZSD, zwycięzca poprzednich wyborów w 1991 roku, zdobył jedynie 69 miejsc w Zgromadzeniu Narodowym, podczas gdy Bułgarska Partia Socjalistyczna – 125. Słaby wynik głównych zwolenników przemian ustrojowych w Bułgarii spowodowany był nieskutecznością kolejnych rządów (w ciągu trzech lat krajem rządziły trzy gabinety) oraz ostrym konfliktem kierownictwa partii z prezydentem Żelu Żelewem. Dawni sojusznicy stanęli przeciwko sobie; w grudniu 1991 roku Żelew doprowadził do upadku rządu kierowanego przez lidera ZSD Filipa Dimitrowa, a następnie na stanowisko premiera desygnował swojego zaufanego współpracownika Lubena Berowa, który z kolei rozpoczął proces wstrzymywania lub nawet odwracania reform gospodarczych i politycznych wprowadzanych przez poprzedników. ZSD oskarżała jego, a także prezydenta, o próbę przywrócenia ustroju komunistycznego. Ostatecznie 2 września 1994 roku, po licznych manifestacjach oraz zapowiedzi strajku generalnego, Berow, za namową Żelewa, złożył dymisję. Na sporze wewnątrz obozu postopozycyjnego najbardziej skorzystali dawni komuniści, prowadzeni przez swojego młodego lidera, 35-letniego Żana Widenowa.

## Tło społeczne i formowanie rządu
Widenow przejmował władzę w okresie radykalnego spadku zaufania obywateli do polityków, których oskarżano o korupcję, nieudolność i konfliktowość (poprzedni parlament po dymisji Berowa w trzech krokach konstytucyjnych nie był w stanie sformować nowego gabinetu, a nawet podać nazwiska wspólnego kandydata na premiera) oraz nieskuteczność w walce z rosnącymi na sile mafiami. Znamienne były słowa ministra spraw wewnętrznych w rządzie Berowa Wiktora Michajłowa, który 26 września, czyli miesiąc po tym, jak przyjęto rządowy pakiet ustaw przeciwdziałających przestępczości, powiedział, że każdy Bułgar powinien posiadać w domu broń palną, ponieważ państwo nie jest w stanie obronić swoich obywateli.
Lider BPS zapowiadał ostrą rozprawę z przestępcami oraz – w polityce zagranicznej – ocieplenie stosunków z Rosją, co w praktyce mogło oznaczać ograniczenie aktywności w procesach integracyjnych z Zachodem. Widenow, inaczej niż wszyscy (od 1989 roku) jego poprzednicy, mógł wprowadzić wszystkie obietnice z kampanii wyborczej w życie, gdyż jego rząd był pierwszym, który posiadał większość parlamentarną. Socjaliści zaprosili do współrządzenia przedstawicieli Bułgarskiego Związku Ludowo-Narodowego im. Stambolijskiego (jeden resort i stanowisko wicepremiera bez teki), więc gabinet mógł liczyć łącznie na 143 (na 240) głosy w Zgromadzeniu. Ministrem środowiska został za to członek ruchu ekologiczno-politycznego „Ekogłasnost”, który na przełomie lat 80. i 90. należał do opozycji antykomunistycznej.

## Skład rządu
| Urząd                                         | Imię i nazwisko           | Partia                   | Okres urzędowania                    |
| --------------------------------------------- | ------------------------- | ------------------------ | ------------------------------------ |
| Premier                                       | Żan Widenow               | BPS                      | 25 stycznia 1995 – 12 lutego 1997    |
| Wicepremier                                   | Swetosław Sziwarow        | BZNS im. Stambolijskiego | 25 stycznia 1995 – 12 lutego 1997    |
| Minister spraw wewnętrznych                   | Nikołaj Dobrew            | BPS                      | 10 maja 1996 – 12 lutego 1997        |
| Minister spraw wewnętrznych                   | Lubomir Naczew            | BPS                      | 25 stycznia 1995 – 10 maja 1996      |
| Minister spraw zagranicznych                  | Irina Bokowa              | BPS                      | 14 listopada 1996 – 12 lutego 1997   |
| Minister spraw zagranicznych                  | Georgi Pirinski           | BPS                      | 25 stycznia 1995 – 14 listopada 1996 |
| Minister sprawiedliwości                      | Mładen Czerwenjakow       | BPS                      | 25 stycznia 1995 – 12 lutego 1997    |
| Minister finansów                             | Dimityr Kostow            | BPS                      | 25 stycznia 1995 – 12 lutego 1997    |
| Minister rozwoju terytorialnego i budownictwa | Donczo Konakcziew         | BPS                      | 25 stycznia 1995 – 12 lutego 1997    |
| Minister zdrowia                              | Mimi Witkowa              | BPS                      | 25 stycznia 1995 – 12 lutego 1997    |
| Minister edukacji i nauki                     | Iłczo Dimitrow            | BPS                      | 25 stycznia 1995 – 12 lutego 1997    |
| Minister rozwoju gospodarczego                | Rumen Gejew               | BPS                      | 25 stycznia 1995 – 12 lutego 1997    |
| Minister rolnictwa i rozwoju wsi              | Krystjo Trendafiłow       | BPS                      | 10 czerwca 1996 – 12 lutego 1997     |
| Minister rolnictwa i rozwoju wsi              | Swetosław Sziwarow        | BZNS im. Stambolijskiego | 23 stycznia 1996 – 10 czerwca 1996   |
| Minister rolnictwa i rozwoju wsi              | Wasił Cziczibaba          | BZNS im. Stambolijskiego | 25 stycznia 1995 – 23 stycznia 1996  |
| Minister środowiska                           | Georgi Dimitrow Georgijew | KP „Ekogłasnost”         | 25 stycznia 1995 – 12 lutego 1997    |
| Minister kultury                              | Iwan Marazow              | BPS                      | 10 czerwca 1996 – 12 lutego 1997     |
| Minister kultury                              | Georgi Kostow Georgijew   | bezpartyjny              | 25 stycznia 1995 – 10 czerwca 1996   |
| Minister współpracy gospodarczej z zagranicą  | Atanas Paparizow          | BPS                      | 23 stycznia 1996 – 12 lutego 1997    |
| Minister współpracy gospodarczej z zagranicą  | Kirił Coczew              | bezpartyjny              | 25 stycznia 1995 – 23 stycznia 1996  |
| Minister przemysłu                            | Lubomir Daczew            | BPS                      | 10 czerwca 1996 – 12 lutego 1997     |
| Minister przemysłu                            | Kliment Wujew             | bezpartyjny              | 25 stycznia 1995 – 10 czerwca 1996   |
| Minister obrony narodowej                     | Dimityr Pawłow            | bezpartyjny              | 25 stycznia 1995 – 12 lutego 1997    |
| Minister pracy i opieki socjalnej             | Minczo Koralski           | bezpartyjny              | 25 stycznia 1995 – 12 lutego 1997    |
| Minister transportu                           | Słamen Słamenow           | bezpartyjny              | 25 stycznia 1995 – 12 lutego 1997    |
| Minister energetyki i zasobów energetycznych  | Rumen Owczarow            | BPS                      | 10 czerwca 1996 – 12 lutego 1997     |

### Zmiany w rządzie
- 23 stycznia 1996:
  - Powołanie Swetosława Sziwarowa na stanowisko ministra rolnictwa i rozwoju wsi w miejsce Wasiła Cziczibaby.
  - Powołanie Atanasa Paparizowa na stanowisko ministra współpracy gospodarczej z zagranicą w miejsce Kiriła Coczewa.

- 10 maja 1996:
  - Powołanie Nikołaja Dobrewa na stanowisko ministra spraw wewnętrznych w miejsce Lubomira Naczewa.

- 10 czerwca 1996:
  - Powołanie Krystjo Trendafiłowa na stanowisko ministra rolnictwa i rozwoju wsi w miejsce Swetosława Sziwarowa.
  - Powołanie Iwana Marazowa na stanowisko ministra kultury w miejsce Georgi Kostowa Georgijewa.
  - Powołanie Lubomira Daczewa na stanowisko ministra przemysłu w miejsce Klimenta Wujewa.
  - Powołanie Rumena Owczarowa na stanowisko szefa nowo utworzonego ministerstwa energetyki i zasobów energetycznych.

- 14 listopada 1996:
  - Powołanie Iriny Bokowej na stanowisko ministra spraw zagranicznych w miejsce Georgi Pirinskiego.

## Relacje z prezydentem
Pierwszy rok działalności nowego rządu w polityce wewnętrznej upłynął pod znakiem ostrego konfliktu z prezydentem Żelu Żelewem. Żelew w tym czasie odrzucił rządowe projekty ustaw: przywracającej byłych komunistów na najwyższe stanowiska uniwersyteckie oraz o rozwoju gospodarczym, która – zdaniem prezydenta – nie uwzględniała problemu ochrony środowiska. Ponadto zawetował poprawkę do prawa rzeczowego, mówiącą, że pierwszeństwo przy zakupie ziemi mają sąsiedzi sprzedającego oraz gmina. Koalicja parlamentarna odrzuciła weto prezydenta, ale Żelew oddał sprawę do Trybunału Konstytucyjnego. 19 czerwca 1995 roku Trybunał wydał wyrok, w którym stwierdzał, że nowela jest niezgodna z konstytucją.
Żelew wielokrotnie atakował gabinet Widenowa za zatrzymanie reform gospodarczych oraz za brak wyników w walce z przestępczością, mówiąc nawet, że BPS nie zależy na poprawie bezpieczeństwa, ponieważ jest „genetycznie związana” z kręgami kryminalnymi. Premier nie pozostawał mu dłużny. Na krajowym zjeździe partii w lipcu 1995 roku oskarżył prezydenta o stronniczość (nazwał go „kandydatem na lidera opozycji”). Podobnie zresztą jak i Trybunał Konstytucyjny, który po odrzuceniu poprawki rządowej został uznany za wroga numer 2. W sierpniu tego samego roku Trybunał otrzymał nakaz eksmisji z zajmowanego budynku, będącego własnością rządu. Niedługo potem tę decyzję uchylił Sąd Najwyższy.

## Kryzys walutowy
Za czasów Widenowa większość reform rozpoczętych przez Iwana Kostowa, ministra finansów w rządach Dimityra Popowa i Filipa Dimitrowa, zostało wstrzymanych. Premier „konsekwentnie bronił wielu socjalnych zdobyczy minionej epoki”, także nie zgadzał się na prywatyzację i liberalizację rynku. Nowa koncepcja polityki gospodarczej została skrytykowana przez niezależny bułgarski Instytut ds. Gospodarki Rynkowej, który w swoim raporcie stwierdził, że rząd wykazał się brakiem kompetencji w polityce finansowej oraz tolerował nieprawidłowości, będące często wykroczeniem przeciwko kodeksowi karnemu, dokonywane przez spółki powiązywane z mafią (np. Multigroup, 777, VIS-2 i SIC).
Zaniechania Widenowa, ale również błędy popełnione przez wiele poprzednich gabinetów (np. ten kierowany przez Lubena Berowa), przyczyniły się do kryzysu walutowego. W połowie lipca 1996 roku wartość 1 dolara amerykańskiego wzrosła do 181 lewów, podczas gdy jeszcze pół roku wcześniej dolar kosztował 70 lewów. Tymczasem przed Bułgarią stała konieczność uregulowania zagranicznego długu zaciągniętego w Międzynarodowym Funduszu Walutowym przez rząd Filipa Dimitrowa. Narodowy Bank Bułgarski stwierdził, że przy takim wzroście wartości dolara, który wkrótce doprowadził do hiperinflacji (300%), nie ma wystarczających środków, aby pokryć spłatę zadłużenia.
Na wezwanie władz MFW, które domagały się zainicjowania programu antykryzysowego, Widenow odpowiedział zamknięciem sześćdziesięciu czterech najbardziej nierentownych przedsiębiorstw należących do skarbu państwa, podniesieniem podatku od wartości dodanej (z 18% do 22%) oraz podwyżką ceny benzyny i akcyzy na alkohol i papierosy. Decyzje premiera wywołały niezadowolenie społeczne, które natychmiast wykorzystał opozycyjny Związek Sił Demokratycznych. Na jego czele od grudnia 1994 roku stał Kostow. Były minister finansów oskarżał BPS o korupcję i nieudolność oraz zachęcał obywateli do protestowania na ulicy. Latem i jesienią 1996 roku przez ulice Sofii przeszło kilkanaście demonstracji, zaś w grudniu doszło do próby podpalenia gmachu Zgromadzenia Narodowego.
Krytyka poczynań premiera narastała również w jego obozie politycznym. Tym bardziej, że finansowa destabilizacja kraju spowodowała radykalny spadek zaufania do całej lewicy, co odbiło się na wyniku przeprowadzonych 3 listopada wyborów prezydenckich. Kandydat BPS, minister kultury w rządzie Widenowa, Iwan Marazow przegrał z Petyrem Stojanowem różnicą prawie 20% głosów. 21 grudnia na specjalnym zjeździe BPS Widenow ustąpił z funkcji przewodniczącego partii, a jego miejsce zajął Georgi Pyrwanow.

## Upadek gabinetu Widenowa
Otoczenie Pyrwanowa domagało się ustąpienia premiera, ale ciągle nie zgadzało się na przedterminowe wybory, które – najpewniej – zakończyłyby się klęską lewicy. Uparte trwanie przy władzy socjalistów wywołało kolejne manifestacje. 3 stycznia 1997 roku tłumy na ulicach Sofii zażądały rozpisania nowych wyborów, a dokładnie tydzień później ZSD zorganizował wielki wiec, który zamienił się w bijatykę z policją. Protesty o mniejszym lub większym natężeniu trwały bez przerwy od 10 stycznia do 4 lutego. W tym samym czasie związki zawodowe wielokrotnie groziły wprowadzeniem strajku generalnego w całym kraju.
Władze BPS przekonywały opinię publiczną, że zmiana administracji w okresie największego od lat kryzysu finansowego nie jest wskazana i jeszcze bardziej pogłębi gospodarczą zapaść. 7 stycznia Pyrwanow ogłosił, że kandydatem na nowego premiera jest minister spraw wewnętrznych Nikołaj Dobrew. W przedstawionym przez niego składzie rządu znalazło się większość szefów resortów z gabinetu Widenowa, a niektórzy z nowych kandydatów pracowali wcześniej w administracji Todora Żiwkowa. ZSD zagroził bojkotem parlamentu. Lewica próbowała jeszcze skłonić opozycję do utworzenia wspólnego rządu koalicyjnego pod patronatem nowo zaprzysiężonego prezydenta Petyra Stojanowa, ale propozycja została odrzucona.
Stojanow przyznał, że był bliski wydania dekretu o stanie wyjątkowym. Jednak ostatecznie Dobrew zrezygnował z próby tworzenia nowego rządu, a lewica w obawie przed wojną domową zgodziła się na przedterminowe wybory. 12 lutego 1997 roku Żan Widenow podał swój rząd do dymisji. Tego samego dnia prezydent desygnował na premiera burmistrza Sofii Stefana Sofijanskiego, który do czasu wyborów (19 kwietnia) miał pokierować pracą tymczasowego, bezpartyjnego gabinetu.